# Rue des Amidonniers
La rue des Amidonniers (en occitan : carrièra dels Amidonièrs) est une voie de Toulouse, chef-lieu de la région Occitanie, dans le Midi de la France.

## Situation et accès

### Description
La rue des Amidonniers est une voie publique. Elle traverse le quartier des Amidonniers, dans le secteur 1 - Centre.
La première partie de la rue des Amidonniers compte une seule voie de circulation automobile en sens unique, de l'avenue Paul-Séjourné vers la rue de l'Abreuvoir-Saint-Pierre. Elle est de plus définie comme une zone de rencontre et la vitesse est limitée à 20 km/h. Il n'existe ni bande, ni piste cyclable, quoiqu'elle soit à double-sens cyclable. 
La deuxième partie de la rue compte une voie de circulation automobile en sens unique, de l'avenue Paul-Séjourné vers l'avenue Édouard-Debat-Ponsan. Elle appartient à une zone 30, où la vitesse est limitée à 30 km/h. Il existe une bande cyclable pour les cyclistes circulant à contre-sens. En 2021, elle devient une vélorue, où la priorité absolue est donnée aux cyclistes.
La troisième partie de la rue, de l'avenue Édouard-Debat-Ponsan au port de l'Embouchure, compte deux voies de circulation. Il n'existe ni bande, ni piste cyclable.

### Voies rencontrées
La rue des Amidonniers rencontre les voies suivantes, dans l'ordre des numéros croissants (« g » indique que la rue se situe à gauche, « d » à droite) :
1. Rue de l'Abreuvoir-Saint-Pierre
2. Avenue Paul-Séjourné
3. Rue Maurice-Fort (d)
4. Rue de Plaisance (d)
5. Rue Edmond-de-Planet (d)
6. Rue Chateaubriand (d)
7. Rue Émile-Duployé (d)
8. Rue Saint-Bruno (d)
9. Rue Sainte-Marguerite (d)
10. Place des Amidonnières (g)
11. Avenue Édouard-Debat-Ponsan (d)
12. Port de l'Embouchure

### Transports
La rue des Amidonniers est parcourue et desservie dans sa première partie, entre la rue de l'Abreuvoir-Saint-Pierre et l'avenue Paul-Séjourné, par la navette Ville. Au carrefour de cette avenue se trouvent les arrêts des lignes 1445 de bus. Le reste de la rue, jusqu'au port de l'Embouchure, est desservi à proximité par la ligne L1 du Linéo et par la ligne 63 de bus.
Il existe plusieurs stations de vélos en libre-service VélôToulouse à proximité de la rue des Amidonniers : les stations no 82 (1 avenue Paul-Séjourné), no 83 (2 avenue Paul-Séjourné), no 85 (2 boulevard du Maréchal-Leclerc) et no 131 (15 rue Paul-Bernies).

## Odonymie
La rue des Amidonniers tient son nom des artisans amidonniers, fabricants d'amidon et de ses produits dérivés. À sa création, en 1784, elle fut la rue Neuve-du-Bazacle. En 1794, pendant la Révolution française, on la renomma rue la Probité, mais ce nom ne fut conservé que quelques mois. Au cours du XIXe siècle, la rue des Amidonniers se développa vers le nord, en suivant le développement des usines et du quartier. Elle s'étendait au milieu du siècle jusqu'au chemin de ronde des Amidonniers (actuelle avenue Édouard-Debat-Ponsan), où se trouvait la barrière d'octroi. Au-delà, jusqu'au port de l'Embouchure, c'était justement le chemin de l'Embouchure. En 1947, ce dernier nom disparut, au profit des Amidonniers.

## Histoire
La rue des Amidonniers se développe à partir de 1784 pour accueillir les amidonniers, expulsés des autres quartiers de la ville, et notamment de l'île de Tounis. Du côté ouest, entre la rue et le canalet, se trouvent les usines, tandis que du côté est, entre la rue et le canal de Brienne, s'étendent les habitations des ouvriers du quartier.
Pour assister la population pauvre du quartier, les Filles de la charité ont un dispensaire dans la rue (emplacement de l'actuel no 41). En 1896, après la disparition des maisons de charité, le bureau de bienfaisance de la ville ouvre dans la rue un Fourneau économique, où les ouvriers du quartier avaient un repas chaud pour un faible coût, mais qui était aussi chargé de distribuer du lait pour les enfants et du bouillon pour les pauvres. À partir de 1920, devenu Restaurant populaire, il est aussi ouvert aux chômeurs.
En 1905 est créée la Laiterie du Bazacle.

## Patrimoine et lieux d'intérêt

### Patrimoine industriel
- no  3 : fabrique d'amidon ; immeuble (deuxième moitié du XIXe siècle)[6].
- no  6 : crèche des Amidonniers (1912)[7].
- no  9 : bonneterie (deuxième quart du XXe siècle)[8].
- no  15-19 : fabrique d'amidon ; maisons (fin du XVIIIe siècle)[9],[10],[11].

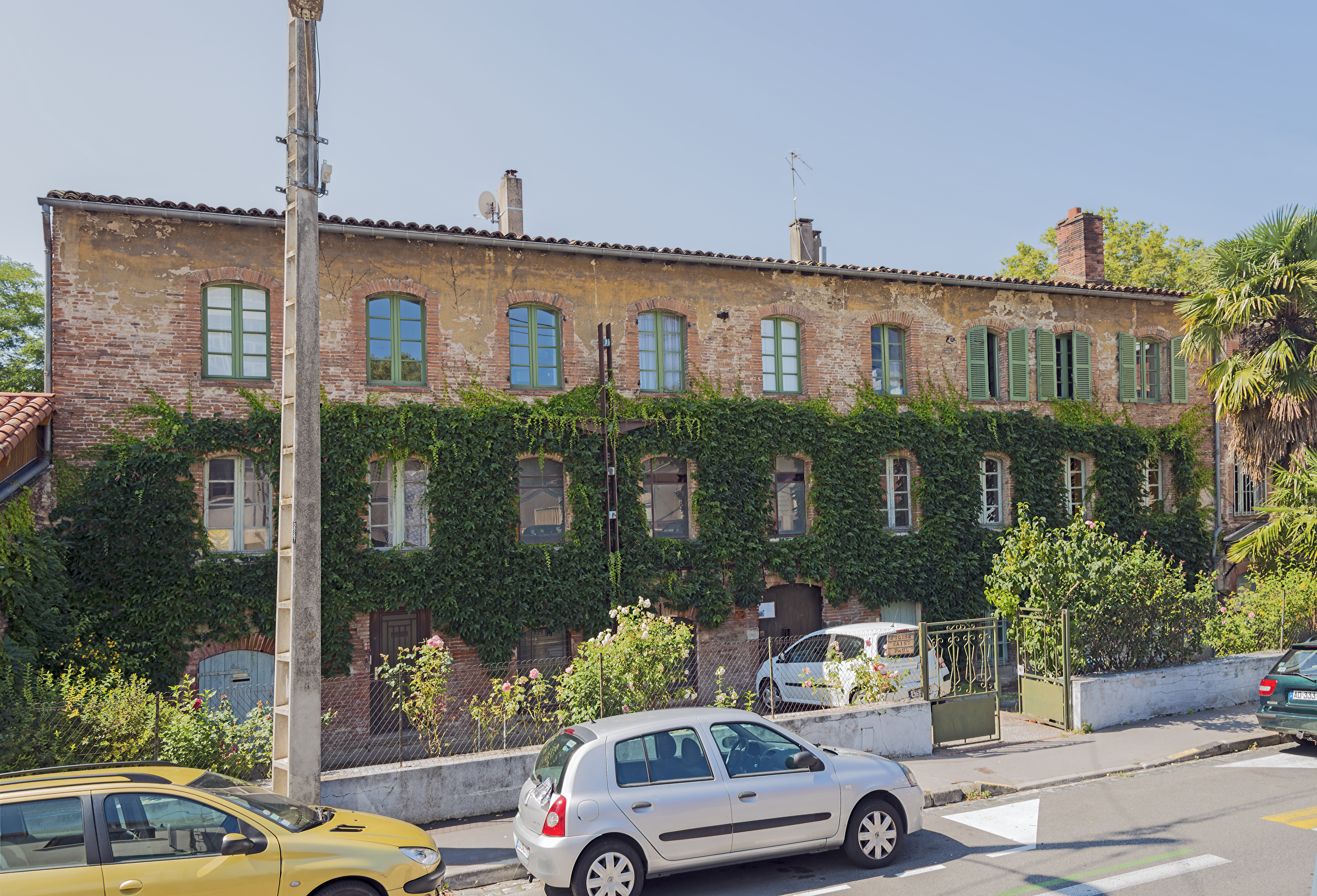
no 37 : façade de l'ancien moulin des Amidonniers.

- no  37 : moulin des Amidonniers ; église Saint-Paul.  Inscrit MH (1991, façades et toitures)[12]. 
Un moulin à papier est construit entre 1789 et 1791 par Louis Lorié, marchand papetier, en bord du canal de fuite du moulin du Bazacle. Il est acheté en 1797 par l'industriel François Plohais, qui fait construire l'édifice actuel, vaste bâtiment rectangulaire qui s'élève sur trois niveaux. Les façades sont percées de fenêtres qui éclairent l'intérieur. À l'angle sud-est, les orifices d'entrée et de sortie de l'eau de l'ancienne salle des meules témoignent de l'utilisation de l'eau du canal de fuite qui actionnait les grandes roues à aubes. Par la suite, François Plohais transforme le moulin en manufacture de bleu de pastel, fabrique de blanchiment de toiles, fonderie, teinturerie... En 1833, Edmond de Planet affecte le bâtiment à une filature de coton et, en 1872, à une fabrique de machines agricoles. Entre 1891 et 1922, il est occupé par Péchegut et Myguel, fabricants de pâtes alimentaires. En 1922, le bâtiment est donné aux sœurs des Missions Étrangères, avant que, en 1964, il soit transformé pour devenir l'église Saint-Paul[13],[14].

- no  51 : Union laitière coopérative. 
L'Union laitière coopérative est fondée en 1941 par fusion de la Coopérative laitière toulousaine (CLT) et de la Maison du Lait. Les bâtiments, construits dans les années 1950, accueillent 300 salariés et abritent les citernes de la salle de préparation, des salles de conditionnement, de stérilisation, de stockage et d'emballage. En 1968, l'Union laitière coopérative, trop à l'étroit dans ses locaux de la rue des Amidonniers, déménage sur le site de Fondeyre (actuel no 183 avenue des États-Unis), face au marché-gare ouvert en 1964 dans le quartier de Lalande (actuel marché d'intérêt national). Elle est depuis devenue Union laitière des Pyrénées (ULP) en 1974, Union laitière Pyrénées-Aquitaine-Charente (ULPAC) en 1976, et enfin Yéo Frais[15],[16].

### Bassin des filtres

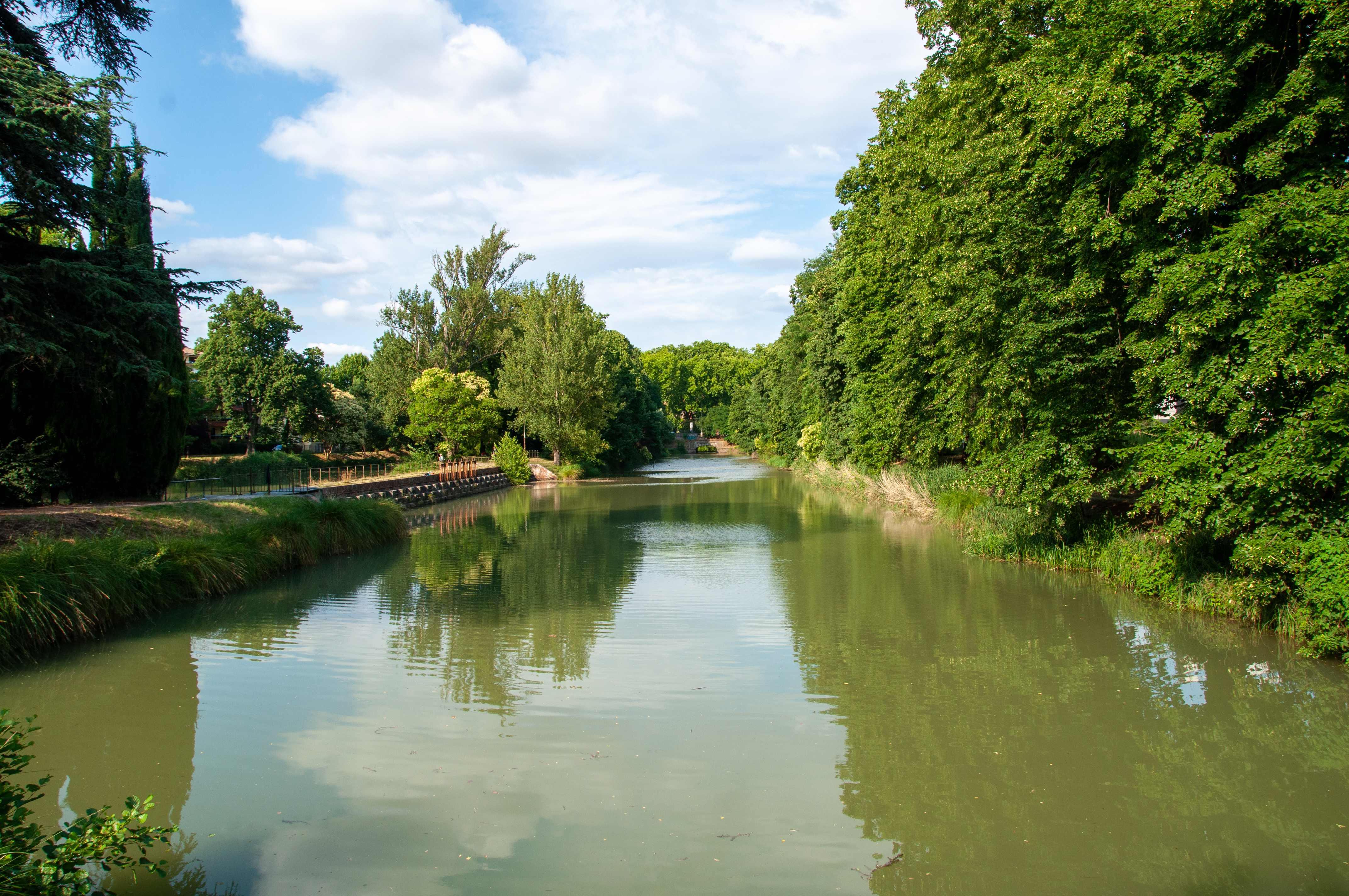
no 110 : le bassin des filtres.

- no  108 bis, 110 bis, 112, 119, 119 bis, 119 ter, 121, 121 bis et 121 ter : maisons du Service des canaux[17].

- no  110 : maison du barragiste. 
La maison est construite en 1842, lors de l'aménagement du canal de Garonne et des bassins des filtres du canal, pour loger un barragiste, charger de veiller au fonctionnement du barrage et d'intervenir en cas de crue de la Garonne. Le bâtiment, d'une grande simplicité, présente une élévation symétrique. Une extension latérale est ajoutée dans la deuxième moitié du XXe siècle. Le jardin qui l'entoure est dominé par un cèdre centenaire[18].

### Immeubles et maisons
- no  11 : immeuble (deuxième quart du XIXe siècle)[19].
- no  34 bis : lotissement Finances II (vers 1955)[20].
- no  58 : maison (deuxième quart du XIXe siècle)[21].
- no  106 : bâtiment des communs de la villa des Palmiers[22].

- no  113 : villa des Palmiers. 
Une maison de plaisance est construite en 1881 dans le goût éclectique pour Bernard Élie Deffès, notaire et homme d'affaires, sur une vaste parcelle en bord de Garonne[23]. Il créa le Kursaal de Toulouse, qui comptait un restaurant, une salle de concert, une piste de patinage à roulettes[24]. La propriété fut vendue aux enchères en 1905. 
Le bâtiment principal de la villa des Palmiers, parallèle à la rue des Amidonniers, est légèrement en retrait par rapport à la rue. Un portillon ouvre sur une allée qui mène à la porte d'entrée. Le bâtiment se développe sur deux niveaux. Les façades sont symétriques, en brique et en pierre du côté de la rue, en pierre de taille sur les autres côtés. La façade sur jardin se distingue par l'abondance de son décor. Le rez-de-chaussée est ouvert par des baies à meneaux. Un escalier monumental, dont la rampe en pierre est sculptée de rinceaux et de dauphins, mène au niveau supérieur. À l'étage, les fenêtres des cinq travées centrales sont en plein cintre, séparées par des colonnes engagées cannelées à chapiteaux ioniques. Les deux travées d'angle, en légère saillie, sont percées d'une fenêtre rectangulaire, encadrée de pilastres à chapiteaux doriques. L'élévation est couronnée par une balustrade en pierre, interrompue par quatre statues représentant les saisons – l'Hiver, le Printemps, l'Été et l'Automne. Les travées d'angles sont quant à elles couronnées par un attique surmonté de deux volutes affrontées encadrant un élément couronné par une coquille[25].

- no  116 : Maison des Amidonniers. 
Une maison de plaisance est construite dans le deuxième quart du XIXe siècle, entre 1830 et 1847. La façade, de style néo-classique, est symétrique. Elle s'élève sur trois niveaux – un sous-sol, un rez-de-chaussée surélevé et un étage. La travée centrale, en légère saillie, est percée d'ouvertures en plein cintre. À l'étage, la fenêtre est surmontée d'une corniche. Le balcon en pierre, soutenu par des consoles, a un garde-corps en fer forgé. Des ailes en retour du corps de bâtiment central ont été ajoutés au cours du XXe siècle, au gré de l'affectation du bâtiment[26]. Rénové en 2010, il est devenu la Maison des Amidonniers, animée par les associations Autisme 31 et Loisirs Éducation & Citoyenneté Grand Sud[27]

### Coulée verte des Amidonniers
La coulée verte des Amidonniers est aménagée à l'emplacement du canal de fuite qui coulait en aval du moulin du Bazacle et qui séparait le quartier des Amidonniers, au nord, de l'île du Ramier des Catalans, au sud. Elle suit un parcours parallèle à celui de la rue des Amidonniers et est accessible en trois points :
- entre les no 39 et 39 bis ;
- entre les no 71 bis et 73, par la place des Amidonnières, face au débouché de l'avenue Édouard-Debat-Ponsan ;
- no 115 bis, face aux bassins des filtres.